# Irmabyen
IrmaByen er en bydel i Rødovre, der blev opført på dagligvarekoncernen Irmas tidligere industrigrund. Den omfatter cirka 1.000 boliger, herunder rækkehuse, parcelhuse og lejligheder. Projektet blev igangsat i 2015 og færdiggjort i 2023.